# Municipio de Mixquiahuala de Juárez
El municipio de Mixquiahuala de Juárez es uno de los ochenta y cuatro municipios que conforman el estado de Hidalgo, México. La cabecera municipal y localidad más poblada es Mixquiahuala.
El municipio se localiza al centro del territorio hidalguense entre los paralelos 20° 09’ y 20° 19’ de latitud norte; los meridianos 99° 06’ y 99° 19’ de longitud oeste; con una altitud entre 1800 y 2600 m s. n. m. Este municipio cuenta con una superficie de 135.91 km², y representa el 0.65% de la superficie del estado; dentro de la región geográfica denominada Valle del Mezquital.

Colinda al norte con los municipios de Chilcuautla, Progreso de Obregón y San Salvador; al este con los municipios de San Salvador, Francisco I. Madero y Ajacuba; al sur con los municipios de Ajacuba, Tetepango, Tlahuelilpan y Tezontepec de Aldama; al oeste con Tezontepec de Aldama y Chilcuautla.

## Toponimia
El nombre Mixquiahuala proviene del náhuatl  "Mizquiyahuallān" y se deriva de mizquitl, "mezquite", y yahualli, "círculo", significando "lugar circundado de mezquites", y es llamado de Juárez en honor al presidente Benito Juárez García.

## Geografía

### Relieve e hidrográfica

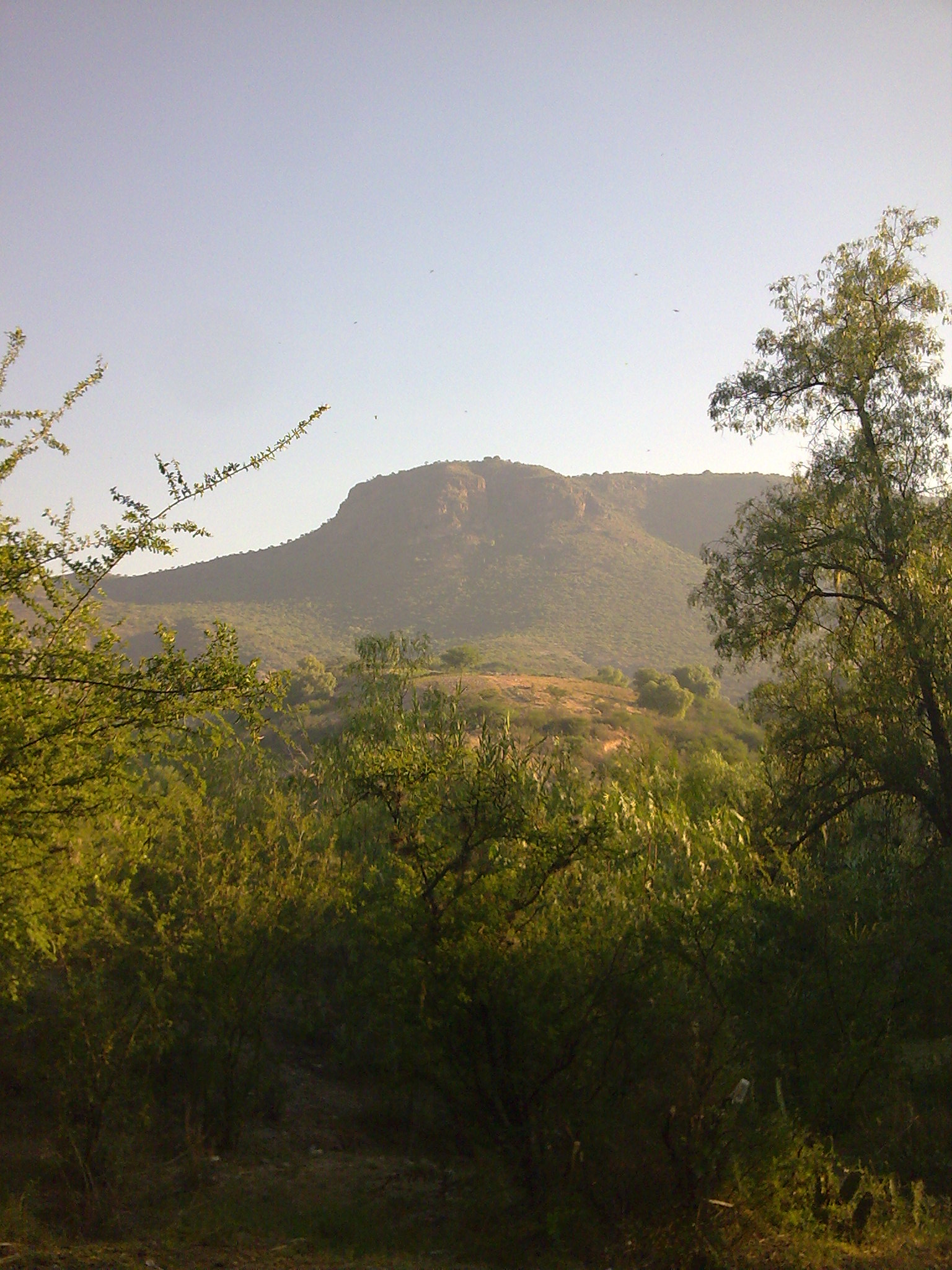
Cerro el Elefante.

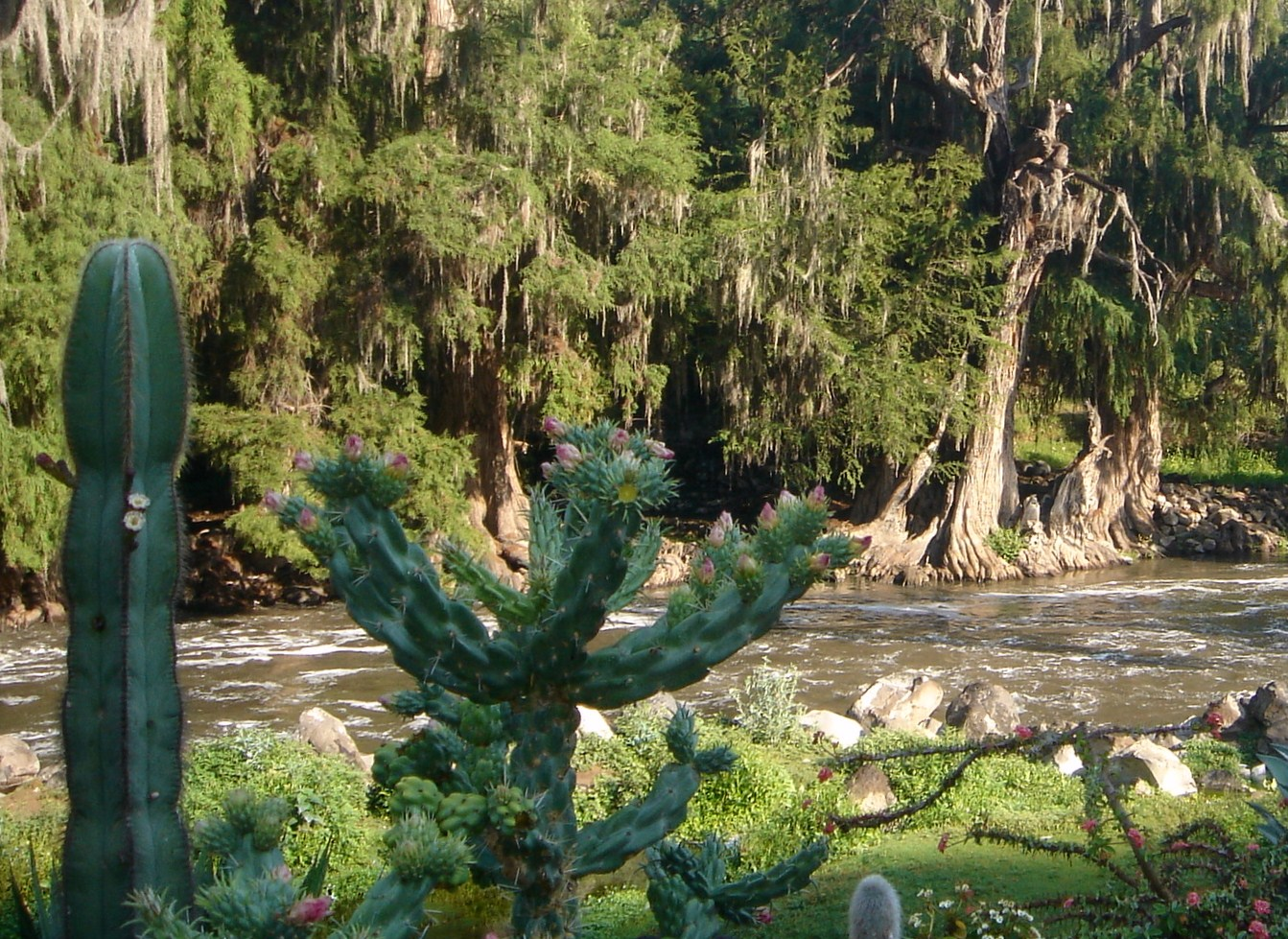
Río Tula atravesando el municipio.

En cuanto a fisiografía se encuentra dentro de las provincias del Eje Neovolcánico; dentro de la subprovincia de Llanuras y Sierras de Querétaro e Hidalgo. Su territorio es llanura (77.0%), sierra (17.0%) y lomerío (6.0%). De las principales elevaciones presentes en el municipio, se encuentran los Cerros El Elefante, Lobo, Denganthzá, Benito Juárez, La Cruz, Motandhó, Tordillo todos por encima de los 2100 m s. n. m.
En cuanto a su geología corresponde al periodo neógeno (80.75%), cretácico (6.0%) y cuaternario (2.0%). Con rocas tipo ígnea extrusiva: volcanoclástico (78.0%), basalto-brecha volcánica básica (2.57%) y basalto (1.0%); sedimentaria: caliza (6.0%); suelo: aluvial (1.0%). En cuanto a edafología el suelo dominante es vertisol (62.0%), leptosol (12.0%), calcisol (10.75%) y phaeozem (4.0%).
En lo que respecta a la hidrología se encuentra posicionado en la región hidrológica del Pánuco; en las cuencas del río Moctezuma; dentro de las subcuencas de río Tula (88.0%) y río Actopan (12.0%). Las corrientes de agua que conforman el municipio son: Requena, Alto Requena, Endhó, La Sierra, Tula, El Norte y el Capulín.

### Clima
En el territorio municipal se dan los siguientes climas con su respectivo porcentaje: Semiseco templado (100.0%). su temperatura promedio mensual oscila entre los 14 °C para los meses de diciembre y enero que son los más fríos del año y los 20 °C para el mes de mayo que registra las temperaturas más altas.
La temperatura anual promedio en el municipio es de aproximadamente 17 °C. Con respecto a la precipitación anual en el municipio, el nivel promedio observado es de alrededor de 509 mm, siendo los meses de junio y julio los de mayor precipitación y los de febrero y diciembre los de menor.

### Ecología
La flora en el municipio está formada por nopal, órgano, garambullo, biznaga, pitaya, mezquite, maguey y árboles exóticos como; durazno, higo, granada, nuez y aguacate. La fauna se comprende animales como; lagartija, víbora, ardilla, coyote, gavilán, camaleón, techín y zopilote.

## Demografía

### Población
De acuerdo a los resultados que presentó el Censo Población y Vivienda 2020 del INEGI, el municipio cuenta con un total de 47 222 habitantes, siendo 22 234 hombres y 23 990 mujeres. Tiene una densidad de 347.6 hab/km², la mitad de la población tiene 30 años o menos, existen 91 hombres por cada 100 mujeres.
El porcentaje de población que habla lengua indígena es de 1.27 %, y el porcentaje de población que se considera afromexicana o afrodescendiente es de 0.99 %. En el municipio se habla principalmente Otomí del Valle del Mezquital.
Tiene una Tasa de alfabetización de 99.5 % en la población de 15 a 24 años, de 95.3 % en la población de 25 años y más. El porcentaje de población según nivel de escolaridad, es de 3.5 % sin escolaridad, el 53.5 % con educación básica, el 23.3 % con educación media superior, el 19.7 % con educación superior, y 0.1 % no especificado.
El porcentaje de población afiliada a servicios de salud es de 72.9 %. El 19.0 % se encuentra afiliada al IMSS, el 62.7 % al INSABI, el 14.9 % al ISSSTE, 0.2 % IMSS Bienestar, 0.8 % a las dependencias de salud de PEMEX, Defensa o Marina, 0.5 % a una institución privada, y el 2.5 % a otra institución. El porcentaje de población con alguna discapacidad es de 5.6 %. El porcentaje de población según situación conyugal, el 27.5 % se encuentra casada, el 32.0 % soltera, el 27.4 % en unión libre, el 6.6 % separada, el 1.3 % divorciada, el 5.1 % viuda.
Para 2020, el total de viviendas particulares habitadas es de 12 703 viviendas, representa el 1.5 % del total estatal. Con un promedio de ocupantes por vivienda 3.7 personas. Predominan las viviendas con tabique y block. En el municipio para el año 2020, el servicio de energía eléctrica abarca una cobertura del 99.1 %; el servicio de agua entubada un 72.1 %; el servicio de drenaje cubre un 98.3 %; y el servicio sanitario un 98.1 %.

### Localidades

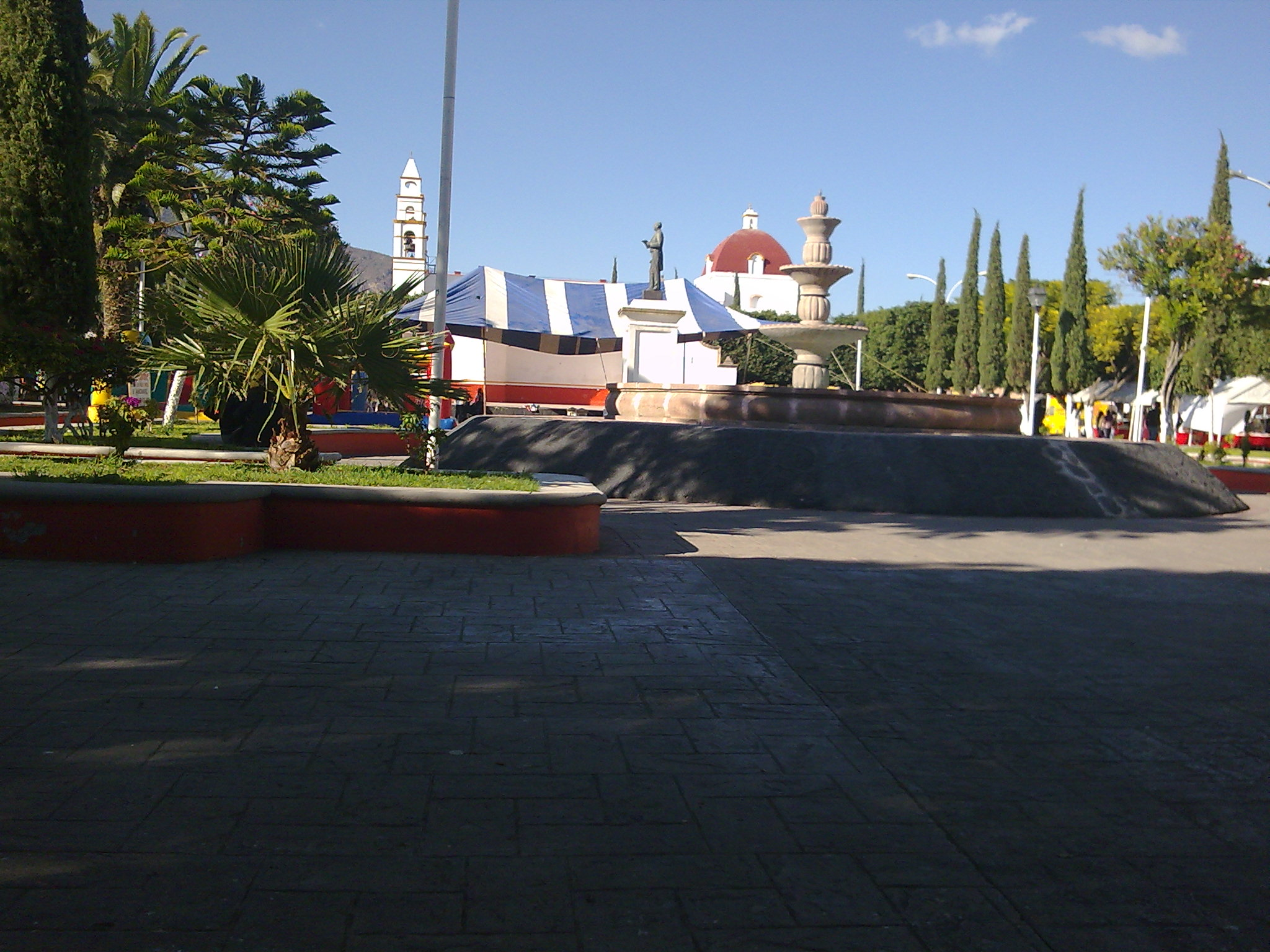
Plaza de la Constitución en la localidad de Mixquiahuala.

Para el año 2020, y según el Catálogo de Localidades, el municipio cuenta con 32 localidades.
| Código INEGI | Localidad                    | Población (2020) | Porcentaje (%) | Ámbito Población | Categoría Población |
| ------------ | ---------------------------- | ---------------- | -------------- | ---------------- | ------------------- |
| 130410001    | Mixquiahuala                 | 27 713           | 58.687         | Urbano           | Cabecera municipal  |
| 130410010    | Teñhe                        | 3185             | 6.745          | Urbano           | Comunidad           |
| 130410007    | Morelos (El Nueve)           | 2330             | 4.934          | Rural            | Comunidad           |
| 130410012    | Veracruz                     | 2272             | 4.811          | Rural            | Comunidad           |
| 130410009    | Palmillas                    | 2019             | 4.276          | Rural            | Comunidad           |
| 130410011    | Tepeitic                     | 1594             | 3.376          | Rural            | Comunidad           |
| 130410006    | Jagüey Blanco                | 1490             | 3.155          | Rural            | Comunidad           |
| 130410004    | Cañada                       | 1347             | 2.852          | Rural            | Comunidad           |
| 130410008    | Motobatha                    | 1252             | 2.651          | Rural            | Comunidad           |
| 130410002    | Árbol Grande                 | 962              | 2.037          | Rural            | Comunidad           |
| 130410003    | Benito Juárez                | 896              | 1.897          | Rural            | Comunidad           |
| 130410005    | Felipe Carrillo Puerto       | 639              | 1.353          | Rural            | Comunidad           |
| 130410044    | Los Ángeles                  | 346              | 0.733          | Rural            | Ranchería           |
| 130410035    | 3 de Mayo [Colonia]          | 303              | 0.642          | Rural            | Ranchería           |
| 130410025    | Hacienda Vieja               | 249              | 0.527          | Rural            | Ranchería           |
| 130410043    | El Durazno                   | 209              | 0.443          | Rural            | Ranchería           |
| 130410024    | Dos Cerros                   | 146              | 0.309          | Rural            | Ranchería           |
| 130410046    | El Colorado                  | 76               | 0.161          | Rural            | Ranchería           |
| 130410031    | El Cerrito                   | 67               | 0.142          | Rural            | Ranchería           |
| 130410033    | Las Azucenas                 | 32               | 0.068          | Rural            | Ranchería           |
| 130410042    | Monte Grande                 | 27               | 0.057          | Rural            | Ranchería           |
| 130410029    | El Rodeo Grande              | 16               | 0.034          | Rural            | Ranchería           |
| 130410036    | Deshuesadero Márquez         | 13               | 0.028          | Rural            | Ranchería           |
| 130410038    | Los Higos                    | 12               | 0.025          | Rural            | Ranchería           |
| 130410032    | Los Colorines                | 9                | 0.019          | Rural            | Ranchería           |
| 130410028    | El Rodeo                     | 4                | 0.008          | Rural            | Ranchería           |
| 130410040    | La Discordia (Los Bigotones) | 4                | 0.008          | Rural            | Ranchería           |
| 130410047    | El Pico del Ángel            | 3                | 0.006          | Rural            | Ranchería           |
| 130410048    | El Tumba                     | 3                | 0.006          | Rural            | Ranchería           |
| 130410030    | El Llano                     | 2                | 0.004          | Rural            | Ranchería           |
| 130410034    | Cinta Larga Sección 22       | 1                | 0.002          | Rural            | Ranchería           |
| 130410021    | La Arboleda                  | 1                | 0.002          | Rural            | Ranchería           |

## Política
Se erigió como municipio el 15 de febrero de 1826. El Honorable Ayuntamiento está compuesto por: un Presidente Municipal, un síndico y nueve Regidores y, treinta y seis Delegados y Subdelegados Municipales. De acuerdo al Instituto Nacional electoral (INE) el municipio está integrado por veintidós secciones electorales, de la 0743 a la 0764. Para la elección de diputados federales a la Cámara de Diputados de México y diputados locales al Congreso de Hidalgo, se encuentra integrado al III Distrito Electoral Federal de Hidalgo y al VII Distrito Electoral Local de Hidalgo. A nivel estatal administrativo pertenece a la Macrorregión III y a la Microrregión VIII, además de a la Región Operativa II Tula.

### Cronología de presidentes municipales

Palacio Municipal de Mixquiahuala.

| Periodo                  | Nombre                            | Afiliación política        |
| ------------------------ | --------------------------------- | -------------------------- |
| 1964-1967                | Ranulfo Calva Cerón               | -                          |
| 1967-1970                | Luís Falcón Gálvez                | -                          |
| 1970-1973                | David Calva Caballero             | -                          |
| 1973-1976                | Roberto Montúfar Gutiérrez        | -                          |
| 1976-1979                | Hervey Cruz Santiago              | -                          |
| 1979- 1982               | Rodolfo Moctezuma Rodríguez       | -                          |
| 1982-1985                | Elvia Fernández Segovia           | -                          |
| 1985-1986                | Adolfo del Castillo Montúfar      | -                          |
| 1986-1988                | Angel Cruz Aguilar                | Suplente                   |
| 1988-1991                | Enrique Ortiz Fuentes             | -                          |
| 1991-1994                | Miguel Ángel Licona Islas         | -                          |
| 16/01/1994 al 15/01/1997 | Rodolfo Moctezuma Rodríguez       | PRI                        |
| 16/01/1997 al 15/01/2000 | Pablo Serrano Gómez               | PRI                        |
| 16/01/2000 al 15/01/2003 | Atzayácatl Oscar Cerón Candelaria | PRI                        |
| 16/01/2003 al 15/01/2006 | Aristeo Calva Valdez              | PRI                        |
| 16/01/2006 al 15/01/2009 | Eleazar Roberto Serrano Ángeles   | PAN                        |
| 16/01/2009 al 15/01/2012 | Perfecto Rogelio Neria Calva      | Mas x Hidalgo              |
| 16/01/2012 al 04/09/2016 | Isidoro Monroy Reyes              | PRI                        |
| 05/09/2016 al 04/09/2020 | Humberto Pacheco Miralrío         | PT                         |
| 05/09/2020 al 14/12/2020 | Luz María Mendoza Pérez           | Concejo Municipal Interino |
| 15/12/2020 al 13/07/2023 | José Ramón Amieva Gálvez          | Morena                     |
| 17/07/2023 al 04/09/2024 | Yonattan Álvarez Cruz             | Suplente                   |
| 05/09/2024 al 04/09/2027 | Miguel Ángel Peña Flores          | PT                         |

## Economía
En 2015 el municipio presenta un IDH de 0.780 Alto, por lo que ocupa el lugar 10° a nivel estatal; y en 2005 presentó un PIB de $1,984,056,909.00 pesos mexicanos, y un PIB per cápita de $52,562.00 (precios corrientes de 2005).
Según el Consejo Nacional de Evaluación de la Política de Desarrollo Social (Coneval), el municipio registra un Índice de Marginación Muy Bajo. El 47.9% de la población se encuentra en pobreza moderada y el 9.4% se encuentra en pobreza extrema. En 2015, el municipio ocupó el lugar 22 de 84 municipios en la escala estatal de rezago social.
A datos de 2015, en materia de agricultura cuenta con uno de los ejidos más grande del país, con 7853 hectáreas. Tan solo en el año 2014, se cultivó maíz, con 4477 hectáreas de riego cosechadas; fríjol con 1085 hectáreas de riego cosechadas, avena forraje con 610 hectáreas de riego cosechadas; chile verde con 54 hectáreas de riego; calabacita con 185 hectáreas de riego cosechadas; coliflor con 255 hectáreas de riego y alfalfa verde con 3568 hectáreas de riego cosechadas. En ganadería alcanzaba las 2133 cabezas, 1137 de ganado porcino, 139 de ganado caprino, 6494 de ganado ovino y 57 735 aves de corral.
Para 2015 existen 2095 unidades económicas, que generaban empleos para 5390 personas. En lo que respecta al comercio, se cuenta con cuatro tianguis, una tienda Diconsa, y cuatro tiendas Liconsa; además de un mercado público y un rastro municipal. De acuerdo con cifras al año 2015 presentadas en los censos económicos del INEGI, la Población Económicamente Activa (PEA) del municipio asciende a 18 014 de las cuales 16 706 se encuentran ocupadas y 1308 se encuentran desocupadas. El 14.17% pertenece al sector primario, el 25.54% pertenece al sector secundario, el 59.27% pertenece al sector terciario.

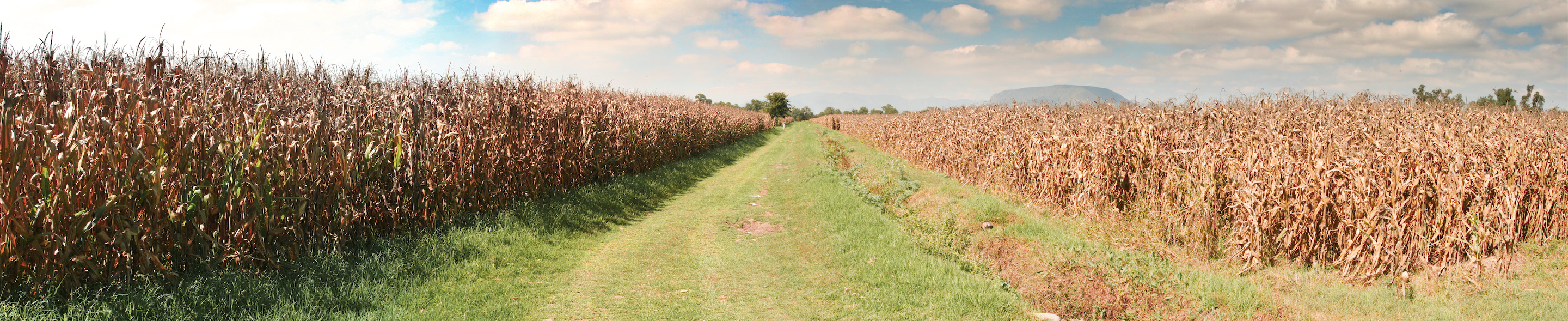
Sembradío de maíz.